# Nationaal park Cape Breton Highlands
Het Nationaal park Cape Breton Highlands (Engels: Cape Breton Highlands National Park) is een nationaal park in Canada. Het ligt in het noordelijk deel van het Cape Bretoneiland in de provincie Nova Scotia. Het park werd opgericht in 1936 en is daarmee het oudste van de nationale parken gelegen in Atlantisch Canada. Met een oppervlakte van 949 km² is het een van de kleinere nationale parken in Canada. Het park wordt beheerd door Parks Canada.

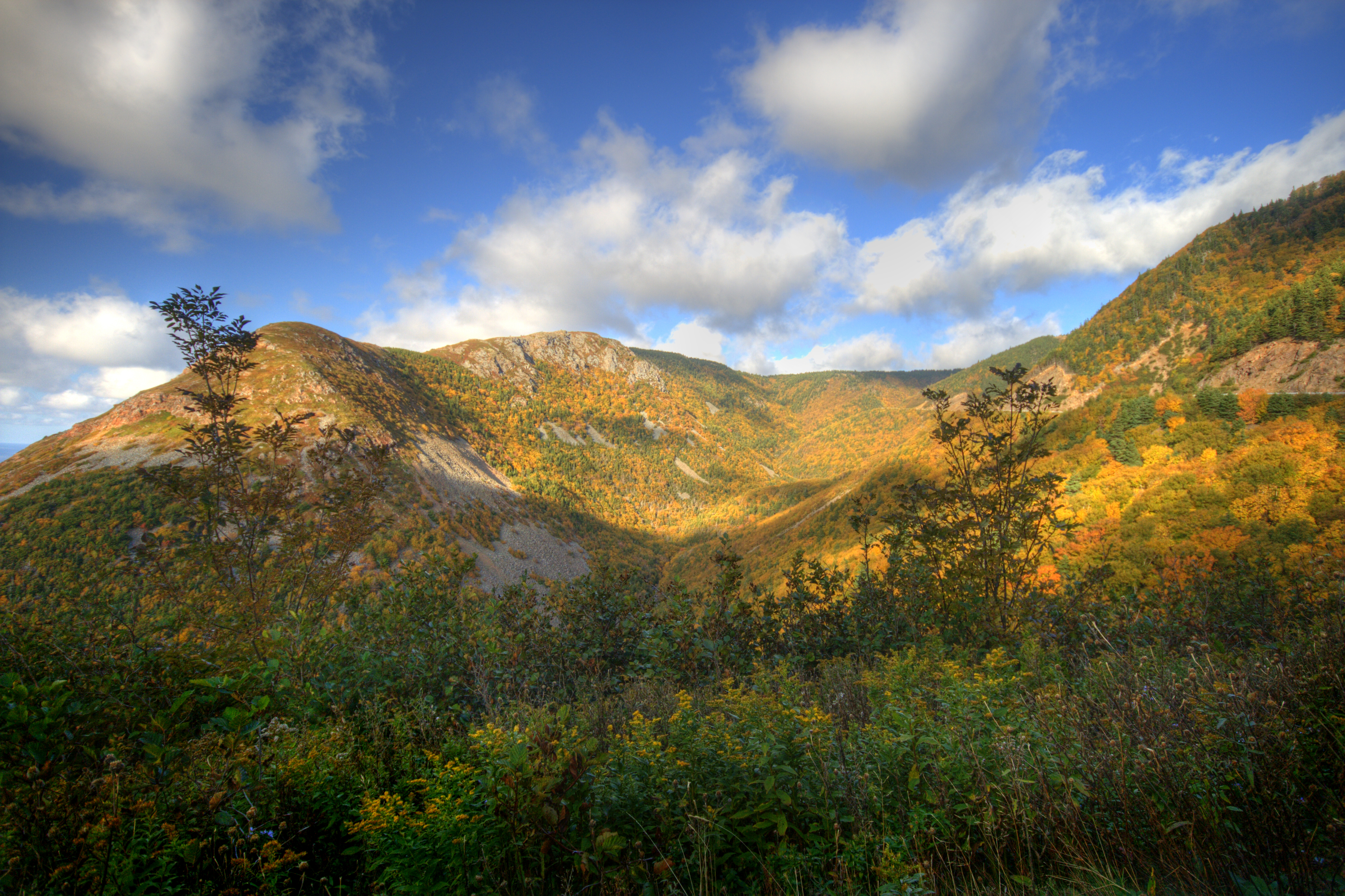
Zonsondergang
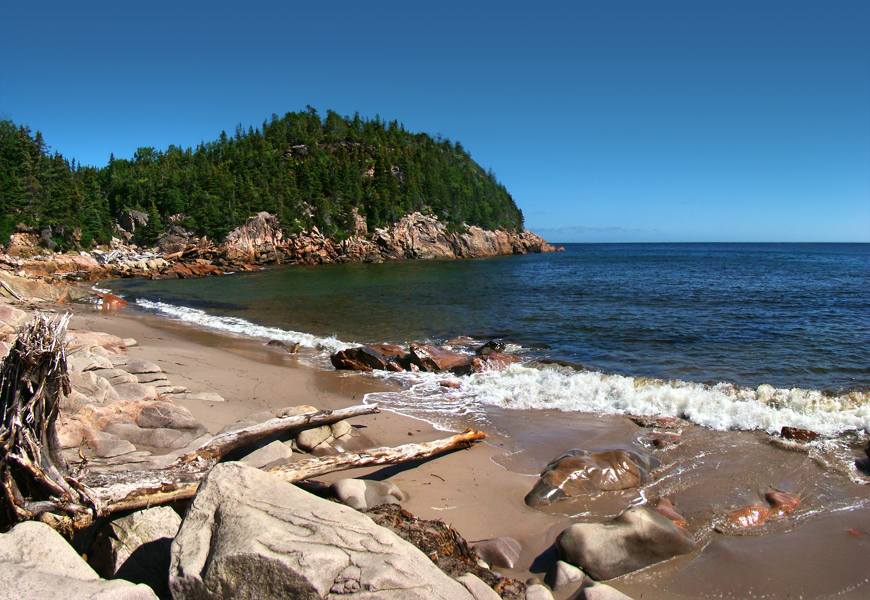
Black Brook Beach